# Магаданская улица (Москва)
Магада́нская улица — небольшая улица на северо-востоке Москвы, в Лосиноостровском районе Северо-восточного административного округа. Находится между Тайнинской и 2-й Напрудной улицей. В составе бывшего города Бабушкин называлась Южный проезд. После присоединения к Москве для устранения одноимённости в 1964 году получил нынешнее название по городу Магадан, областному центру России. Выбор названия связан с расположением улицы на севере Москвы.

## Учреждения и организации
- Дом 12 — Детская стоматологическая поликлиника № 32 СВАО.